# Максудул Ахсан
Максудул Ахсан (англ. Maksudul Ahsan, род. 3 февраля 1966, Чандпур) — современный художник и поэт из Бангладеш.

## Краткая биография
В 1987 г. окончил Институт изящных искусств Даккского Университета, в 1989 г. там же защитил магистерскую диссертацию. В 1992 получил диплом Академии планирования и развития. С 1989 г. — преподаватель колледжа искусств в Кхулне, c 1991 г. — художественный редактор еженедельника «Шамой Сонглап» в Дакке. В 1994—2002 гг. проживал и работал в Дели (Индия). В 2008—2009 гг. являлся редактором еженеделька «Шубарно Шодеш». С 2011 г. — главный исполнительный директор Галереи современного искусства «Басило» (Дакка).

## Творчество
Работает акварелью и маслом. Сторонник традиций в искусстве и вместе с тем импульсивный импровизатор. Полотна характеризуются мощным пастозным мазком, яркими контрастными красками, сходящимися и расходящимися линиями. Художнику удаются как достаточно умеренно реалистические, так и крайне абстрактные изображения. Выразительны портреты современников, написанные художником. Является также иллюстратором ряда книг. Издал в 1989 г. два сборника стихов «Bashwashi Korotol» и «Shoundarjyer Staba» .

## Персональные и коллективные выставки
Первая персональная выставка художника состоялась в галерее «La Gallery» в Дакке в 1994. С тех пор он провёл 12 персональных выставок в Бангладеш, Индии и Канаде, участвовал в более 40 коллективных выставках у себя на родине и за рубежом (Индия, Канада, Малайзия). В 2016 г. в Национальной галерее Бангладеш состоялась ретроспективная выставка художника, посвящённая 25-летию его творческой деятельности. Организатор 8 артистических мастерских в Дакке, Дели и Калькутте с участием художников стран Ассоциации регионального сотрудничества Южной Азии (СААРК).

## Картины художника в музеях и частных коллекциях
Картины художника хранятся в Национальном музее Бангладеш, в Национальной картинной галерее Бангладеш, в Академии Шилпакала (Дакка), в столичных отелях «Шератон» и «Пан Пасифик Сонаргаон», в Мемориальном фонде Рави Джаина (Дели), в галереях «Дхооми Мал» и «Куника» (Дели), а также в частных коллекциях в Австралии, Англии, Бангладеш, Германии, Индии, Канаде, Китае, Нидерландах, Пакистане, Швейцарии, США.

## Общественная деятельность
Является одним из основателей общества «Джатия Абритти Чарча Кендра» (1987), исполнительным директором Южно-азиатского сообщества искусства и культуры (с 2003), Генеральным секретарём художественного и культурного общества «Бандхан» (с 2004).